# Knyk
Knyk (deutsch Knik) ist eine Gemeinde in Tschechien. Sie liegt fünf Kilometer nördlich des Stadtzentrums von Havlíčkův Brod und gehört zum Okres Havlíčkův Brod.

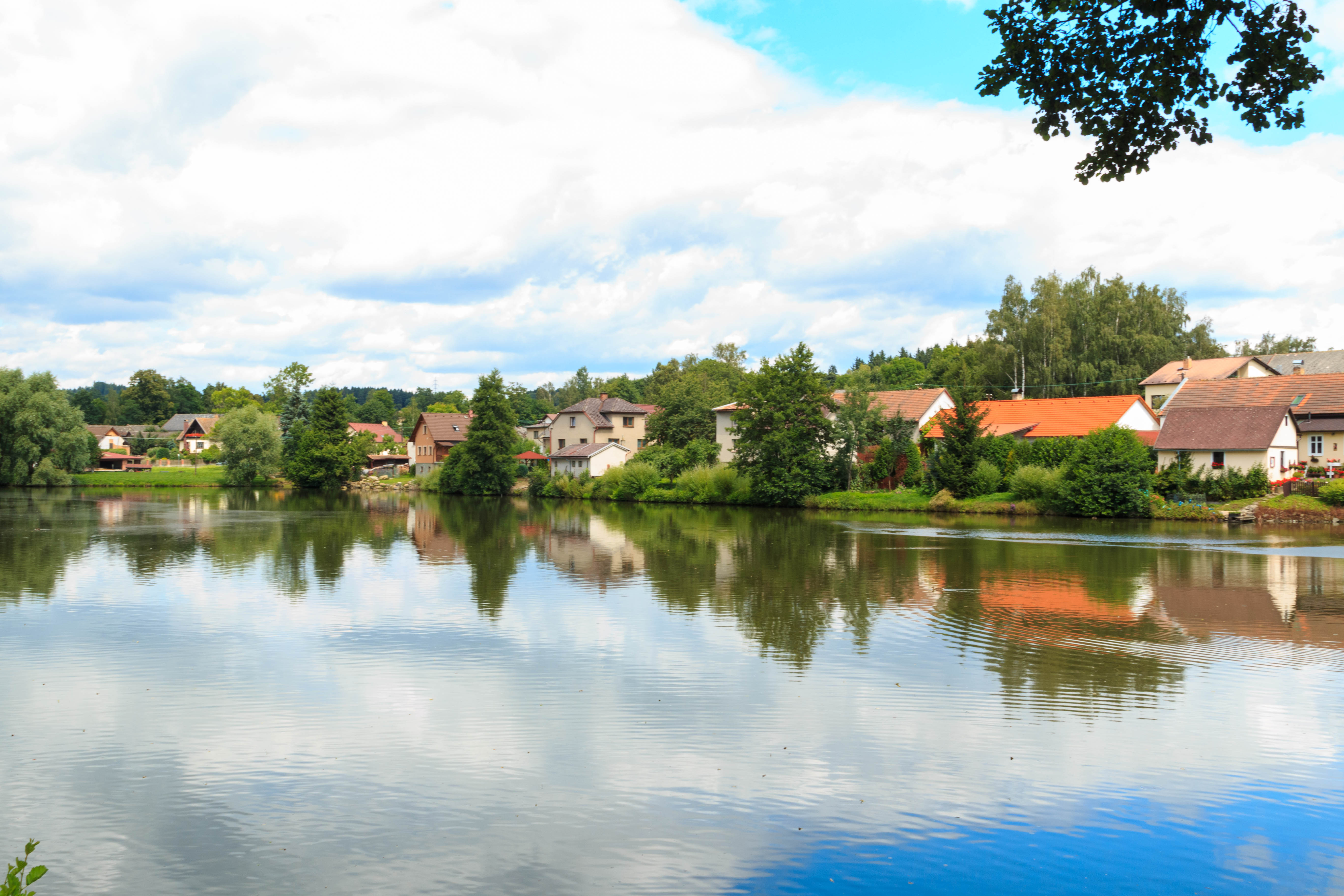
Dorfteich in Knyk

## Geographie
Knyk befindet sich im Tal des Baches Cihlářský potok in der Hornosázavská pahorkatina (Hügelland an der oberen Sázava). Innerhalb des Ortes liegt der Teich Knycký rybník. Im Norden erhebt sich der Trčolec (Hochberg, 573 m n.m.), westlich der Kopec (535 m n.m.) und der V Kopci (542 m n.m.) sowie im Nordwesten der Volský vrch (Ochsenberg, 598 m n.m.). Westlich des Dorfes verläuft die Staatsstraße I/38 zwischen Havlíčkův Brod und Habry; östlich die II/344 zwischen Havlíčkův Brod und Chotěboř.
Nachbarorte sind Horní Krupá und Karlov im Norden, Dolní Krupá im Nordosten, Chrast im Osten, U Louže und Český Dvůr im Südosten, Občiny, Vršovice, Vlkovsko und Sídliště Výšina im Süden, Kotlasův Dvůr und Rozňák im Südwesten, Pelestrov und Veselý Žďár im Westen sowie Lučice, Chlum, Radostín, Červený Důl und Zbožice im Nordwesten.

## Geschichte
Knyk entstand wahrscheinlich im 14. Jahrhundert als bäuerliche Ansiedlung. Die erste schriftliche Erwähnung des Dorfes erfolgte im Jahre 1472 unter den Besitzungen der Stadt Deutschbrod. In der Seelenliste vom 17. März 1651 sind für das Dorf 46 Personen, darunter neun Nichtkatholiken aufgeführt; in Knyk lebten neun Familien mit Hausbesitz, zwei Inwohnerfamilien sowie ein alleinstehender Inwohner. 1787 standen in Knik 19 Häuser.
Im Jahre 1840 bestand das im Caslauer Kreis gelegene Dorf Knik aus 27 Häusern, in denen 185 Personen lebten. Zu Knik konskribiert war die aus sechs Häusern bestehende Dominikalansiedlung Böhmisch-Pfaffendorf. Pfarrort war Unter-Kraupen. Bis zur Mitte des 19. Jahrhunderts blieb Knik der königlichen Stadt Teutschbrod untertänig.
Nach der Aufhebung der Patrimonialherrschaften bildete Kník ab 1849 mit den Ortsteilen Rozňák und Zbožice eine Gemeinde im Gerichtsbezirk Deutschbrod. Ab 1868 gehörte das Dorf zum Bezirk Deutschbrod. 1869 hatte Kník (mit Český Dvůr) 262 Einwohner und bestand aus 31 Häusern. Zwischen 1896 und 1898 errichtete die Gemeinde auf eigene Kosten ein Schulhaus, um eine Filiale der Unter-Kraupener Schule einzurichten. Im Herbst 1899 konnte der Unterricht aufgenommen werden. 1902 wurde die Filialschule zu einer eigenständigen Schule. Im Jahre 1900 lebten in Kník (mit Český Dvůr) 251 Menschen, 1910 waren es 253.
Am 12. September 1903 zerstörte ein Großfeuer sechs Häuser einschließlich der Wirtschaftsgebäude. Im Jahre 1918 wurde die Verbindungsstraße von Kník zur Prager Straße fertiggestellt. Bei der Volkszählung von 1921 belief sich die Gesamteinwohnerzahl der Gemeinde auf 463, davon 202 in Kník, 95 in Český Dvůr, 66 in Rozňák und 60 in Zbožice. Zbožice löste sich in den 1920er Jahren los und bildete eine eigene Gemeinde. Seit 1924 wird Knyk als amtlicher Ortsname verwendet. 1930 hatte Knyk (mit Český Dvůr) 278 Einwohner und bestand aus 53 Häusern. In dem Jahr wurde Knyk an das Elektrizitätsnetz angeschlossen und erhielt eine Wasserversorgung. Nach dem Zweiten Weltkrieg wurden Pelestrov von Veselý Žďár sowie Kotlasův Dvůr von Perknov nach Knyk umgemeindet und dem Ortsteil Rozňák zugeordnet. 1961 wurde Zbožice erneut eingemeindet. Am 30. April 1976 erfolgte die Zwangseingemeindung von Knyk mit seinen Ortsteilen nach Havlíčkův Brod. Die Schule wurde 1981 geschlossen. Seit dem 24. November 1990 besteht die Gemeinde Knyk wieder, Zbožice verblieb bei Havlíčkův Brod. Beim Zensus von 2001 lebten in den 118 Häusern der Gemeinde 325 Personen, davon 242 in Knyk mit Český Dvůr (82 Häuser) und 83 in Rozňák inklusive Pelestrov und Kotlasův Dvůr (36 Häuser).

## Gemeindegliederung
Die Gemeinde Knyk besteht aus den Ortsteilen Knyk (Knik) und Rozňák (Rosniak). Grundsiedlungseinheiten sind Český Dvůr (Böhmisch Pfaffendorf, auch Böhmischhof), Knyk, Pelestrov (Pelestrow) und Rozňák. Zu Knyk gehört zudem der Wohnplatz Kotlasův Dvůr (Kotlashof).
Das Gemeindegebiet gliedert sich in die Katastralbezirke Český Dvůr und Knyk.

## Sehenswürdigkeiten

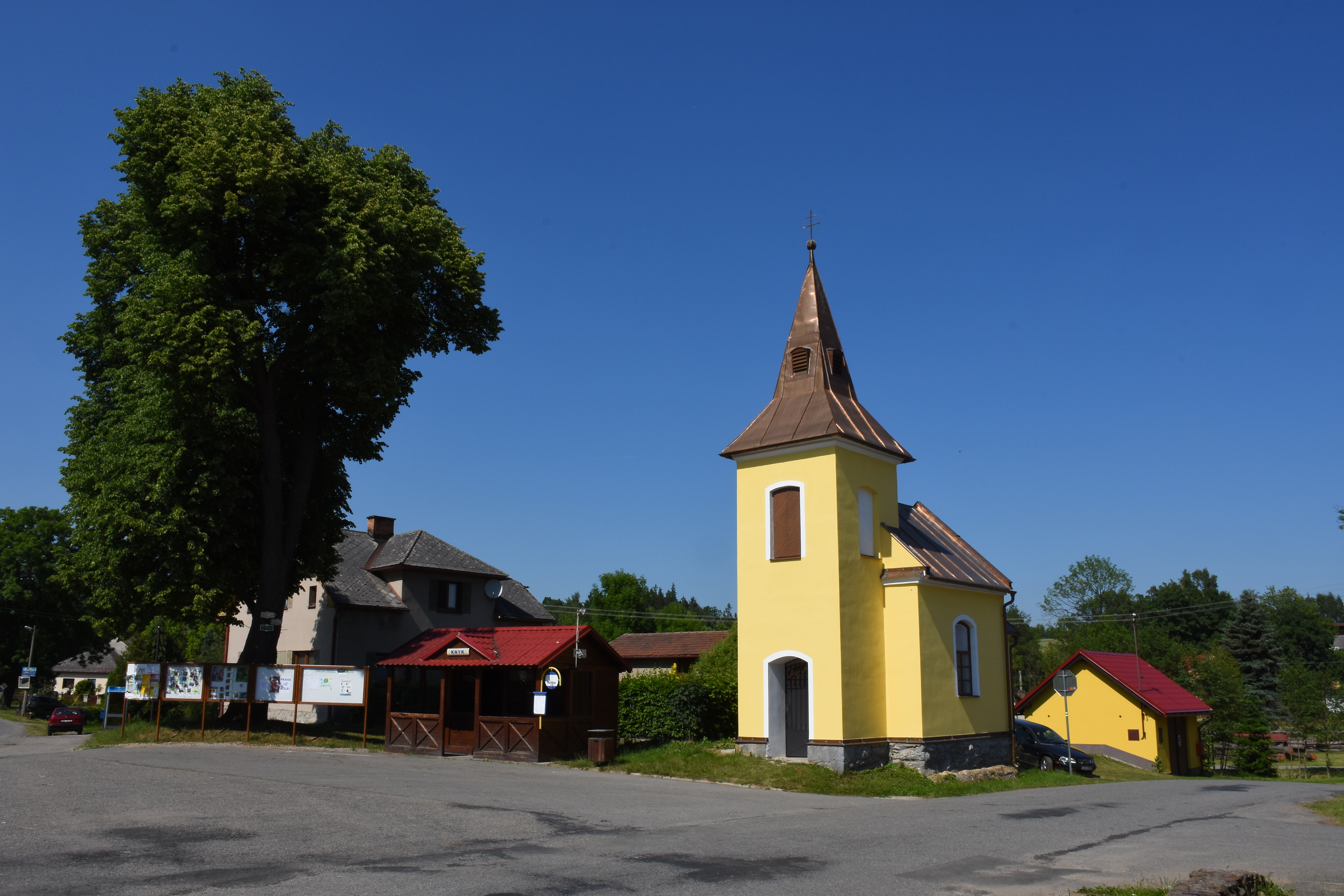
Dorfplatz und Kapelle

- Kapelle auf dem Dorfplatz von Knyk
- Kapelle in Český Dvůr
- Glockenbaum in Rozňák
- Flurkreuz bei Kotlasův Dvůr